# Ernst Leonard Lindelöf

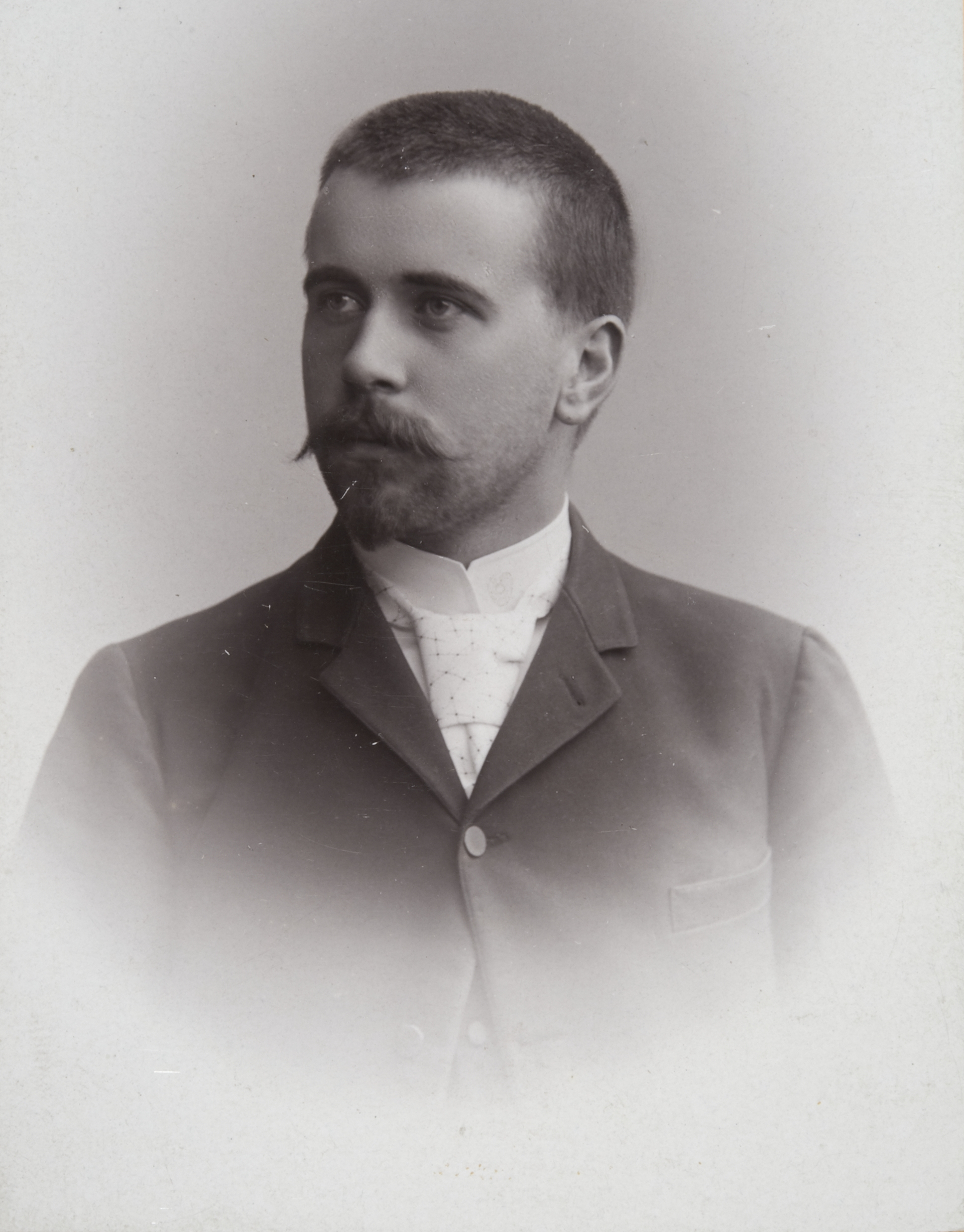
Ernst Lindelöf

Ernst Leonard Lindelöf (* 7. März 1870 in Helsingfors (Helsinki), Großfürstentum Finnland; † 4. Juni 1946 in Helsinki) war ein finnischer Mathematiker.

## Leben
Ernst Lindelöf war der Sohn von Lorenz Leonhard Lindelöf (1827–1908), der nach seiner Promotion in Helsinki (Helsingfors) 1857 bis 1874 dort Mathematikprofessor war und dann im Erziehungsministerium. Auch Ernst Lindelöf studierte ab 1887 Mathematik in Helsingfors mit Auslandsaufenthalten 1891 in Stockholm und 1893/94 in Paris. 1893 wurde er bei Hjalmar Mellin in Helsingfors promoviert (Sur les systèmes complets et le calcul des invariants différentiels des groupes continus finis, Acta Soc. Scient. Fennicae, Band 20, 1893) und war nach seinem Abschluss Dozent in Helsingfors. 1901 besuchte er die Universität Göttingen. 1902 wurde er außerordentlicher Professor und 1903 Professor in Helsingfors. 1938 ging er in den Ruhestand.
Von 1903 war Lindelöf Präsident der Finnischen Mathematischen Gesellschaft für über 40 Jahre.
Ab 1907 war er einer der Herausgeber von Acta Mathematica, und er war Mitglied der Finnischen Akademie der Wissenschaften sowie seit 1931 korrespondierendes Mitglied der Preußischen Akademie der Wissenschaften. 1921 wurde er zum korrespondierenden Mitglied der Göttinger Akademie der Wissenschaften gewählt.

## Werk
Ernst Lindelöf hatte in der finnischen Mathematik Anfang des 20. Jahrhunderts, die viele herausragende Funktionentheoretiker hervorbrachte, eine zentrale Stellung und wirkte schulbildend. Zu seinen Doktoranden zählen Lars Ahlfors, Pekka Myrberg und Rolf Nevanlinna. Er lieferte wichtige Beiträge zur Analysis, insbesondere zur Funktionentheorie  und zur Theorie der Differentialgleichungen.
Nach Ernst Lindelöf ist der Lindelöf-Raum in der Topologie benannt, ein topologischer Raum in dem jede Überdeckung durch offene Mengen eine abzählbare Teilmenge enthält, die immer noch eine Überdeckung ist.
Mehrere mathematische Sätze sind nach Lindelöf benannt, darunter der Satz von Picard-Lindelöf über Existenz und Eindeutigkeit der Lösungen gewöhnlicher Differentialgleichungen, der Satz von Phragmén-Lindelöf über das Anwachsen holomorpher Funktionen in gewissen Gebieten (etwa Sektoren oder Streifen) und der Satz von Lindelöf über asymptotische Werte beschränkter (oder normaler) holomorpher Funktionen in der Einheitskreisscheibe. In der analytischen Zahlentheorie  gibt es die lindelöfsche Vermutung über das Anwachsen der Riemannschen Zetafunktion auf der kritischen Geraden.
Lindelöf befasste sich auch mit finnischer Mathematikgeschichte und er ist auch für seine Lehrbücher bekannt: die Lektüre seiner Einführung in die Analysis bewirkte zum Beispiel bei Rolf Nevanlinna, dass dieser sich dem Mathematikstudium zuwandte.

## Familie und Privates
Rolf Nevanlinna war der Großcousin von Lindelöf. Der Vater von Ernst Lindelöf, Lorenz Lindelöf, war mit Gabrielle Krogius verheiratet, einer Schwester der Großmutter (väterlicherseits) Elise von Rolf Nevanlinna – sie war mit Nevanlinnas Großvater Edvard Neovius verheiratet. Aus der Neovius Familie (Nevanlinna ist die finnisierte Form des Namens) stammt auch der Vorgänger von Ernst Lindelöf als Mathematikprofessor in Helsinki Ernst Neovius. Lindelöfs Bruder ist der Philosoph Uno Lorenz Lindelöf.
Lindelöf war ein hervorragender Violinist und spielte in seiner Jugend in einem Quartett mit Jean Sibelius.

## Sonstiges
Der Asteroid (1407) Lindelöf ist nach ihm benannt.

## Schriften
- Le calcul des résidus et ses applications à la théorie des fonctions. Paris, Gauthier-Villars, 1905, Reprint Chelsea, New York 1947, Online und im Project Gutenberg
- Einführung in die höhere Analysis. Teubner 1934, 2. Auflage 1950 (nach der schwedischen Ausgabe 1912 ins deutsche übersetzt von Egon Ullrich)